# 세린
세린(영어: serine) (기호: Ser 또는 S)은 단백질의 생합성에 사용되는 α-아미노산이다. 세린은 α-아미노기(생물학적 조건에서 양성자화된 −NH3+ 형태), α-카복실기(생물학적 조건에서 탈양성자화된 −COO− 형태) 및 곁사슬인 하이드록시메틸기를 포함하고 있다. 세린은 극성 비전하 아미노산으로 분류된다. 세린은 비필수 아미노산으로 인체에서 합성될 수 있다. 세린은 UCU, UCC, UCA, UCG, AGU, AGC 코돈에 의해 암호화되어 있다.

## 생성
|  |

세린은 자연적으로 생성되는 단백질생성성 아미노산들 중 하나이다. L-세린만 단백질에 자연적으로 존재한다. 세린은 다른 비필수 아미노산과 마찬가지로 다른 대사산물로부터 체내에서 합성되기 때문에 사람의 식단에 필수적이지 않다. 세린은 1865년에 에밀 크래머(Emil Cramer)에 의해 특히  풍부한 공급원인 실크 단백질로부터 처음으로 추출되었다. 세린이란 이름은 비단(silk)을 의미하는 라틴어인 "sericum"으로부터 유래하였다. 세린의 구조는 1902년에 밝혀졌다. 단백질 중 L-세린의 함량이 높은 식품 공급원으로는 달걀, 완두, 양고기, 간, 돼지고기, 연어, 정어리, 해조류, 두부가 있다.

## 생합성
세린의 생합성은 포스포글리세르산 탈수소효소(EC 1.1.1.95)에 의해 3-포스포글리세르산(해당과정의 대사 중간생성물)이 3-포스포하이드록시피루브산과 NADH로 산화되는 것으로 시작된다. 포스포세린 아미노기전이효소(EC 2.6.1.52)에 의한 이 케톤의 환원적 아미노화(아미노기 전이반응)은 포스포세린 인산가수분해효소(EC 3.1.3.3)에 의해 세린으로 가수분해되는 3-포스포세린(O-포스포세린)을 생성한다.
대장균과 같은 세균에서 이들 효소는 serA (EC 1.1.1.95), serC (EC 2.6.1.52), serB (EC 3.1.3.3) 유전자에 의해 암호화된다.
|  |

글리신의 생합성: 세린 하이드록시메틸기전이효소는 또한 L-세린에서 글리신으로의 가역적 전환(레트로-알돌 절단) 및 5,6,7,8-테트라하이드로폴산에서 5,10-메틸렌테트라하이드로폴산(mTHF)로의 가역적 전환(가수분해)를 촉매한다. 세린 하이드록시메틸기전이효소는 피리독살 인산(PLP) 의존성 효소이다. 글리신은 또한 글리신 생성효소에 의해 촉매되는 반응에서 CO2, NH+
4, 및 5,10-메틸렌테트라하이드로폴산(mTHF)으로부터 형성될 수 있다.

## 합성 및 산업적 생산
산업적으로 L-세린은 하이드록시메틸기전이효소에 의해 글리신과 메탄올로부터 생성된다.
라세미 세린은 여러 단계를 거쳐 아크릴산 메틸로부터 실험실에서 제조할 수 있다.
|  |

## 생물학적 기능

### 물질대사

세린으로부터 시스테인의 합성. 시스타티오닌 β-생성효소는 첫 번째 반응을 촉매하고 시스타티오닌 γ-분해효소는 두 번째 반응을 촉매한다.

세린은 퓨린과 피리미딘의 생합성에 참여한다는 점에서 물질대사에 중요하다. 세린은 세균의 트립토판 뿐만 아니라 글리신과 시스테인을 포함한 여러 아미노산들의 전구체이다. 세린은 또한 생합성에서 탄소 원자 1개로 구성된 단편의 주요 공여체인 스핑고지질과 폴산을 비롯한 수많은 다른 대사산물들의 전구체이다.

### 신호전달
세린 라세미화효소에 의해 뉴런에서 L-세린으로부터 합성된 D-세린(L-세린의 거울상 이성질체) NMDA 수용체를 공동 활성화함으로써 신경조절물질로 역할을 하여 NMDA 수용체가 글루탐산과 결합할 경우 열릴 수 있도록 한다. D-세린은 NMDA 수용체의 글리신 부위(NR1)에서의 강력한 작용제이다. 수용체가 열리려면 글루탐산 및 글리신 또는 D-세린이 결합해야 한다. 또한 구멍 차단제는 결합되지 않아야 한다(예: Mg2+ or Zn2+). 사실, D-세린은 글리신 자체보다 NMDA 수용체의 글리신 부위에 더 강력한 작용제이다.
D-세린은 비교적 최근까지 세균에만 존재하는 것으로 생각되었다. D-세린은 사람의 뇌에서 신호 분자로 역할을 하는 D-아스파르트산이 발견된 직후, 사람에서 자연적으로 존재하는 것으로 발견된 두 번째 D-아미노산이다. 사람에서 D-아미노산이 더 빨리 발견되었다면, NMDA 수용체의 글리신 부위는 D-세린 부위로 명명되었을 것이다. 중추신경계 외에도 D-세린은 연골, 콩팥, 해면체와 같은 말초 조직 및 기관에서 신호전달 역할을 한다.

### 미각
순수한 D-세린은 매우 희미하게 퀴퀴한 향이 나는 회백색의 결정성 분말이다. D-세린은 중간 농도와 고농도에서 약간 신맛이 더해진 단맛을 낸다.

## 임상적 중요성
세린 결핍 장애는 아미노산 L-세린의 생합성에서 드문 결함이다. 현재 다음과 같은 3가지 장애가 보고되었다.
- 3-포스포글리세르산 탈수소효소 결핍증
- 3-포스포세린 인산가수분해효소 결핍증
- 포스포세린 아미노기전이효소 결핍증

이러한 효소 결핍은 선천성 소두증 및 중증 정신운동 지체와 같은 심각한 신경학적 증상을 유발하며, 또한 3-포스포글리세르산 탈수소효소 결핍증이 있는 환자에서 난치성 발작을 유발한다. 이러한 증상은 L-세린(때로는 글리신과 병용) 치료에 다양한 정도로 반응한다. 치료에 대한 반응은 다양하며 장기적인 기능적 결과는 알려져 있지 않다. 역학, 유전자형/표현형의 상관관계 및 이러한 질병이 환자의 삶의 질에 미치는 영향에 대한 이해를 개선하고 진단 및 치료 전략을 평가하기 위한 기반을 제공하기 위해 비상업적 단체인 신경전달물질 관련 장애에 관한 국제 실무 그룹(iNTD)에 의해 환자 등록부가 만들어졌다.
세린 생합성의 중단 외에도 이의 수송도 중단될 수 있다. 한 가지 예는 경직성 사지마비, 얇은 뇌량, 그리고 중성 아미노산 수송체 A의 기능에 영향을 미치는 돌연변이로 인한 질병인 진행성 소두증이다.

### 치료용 연구
사람과 같은 척추동물이 L-세린을 평생 동안 최적의 양으로 합성할 수 없기 때문에 L-세린을 비필수 아미노산으로 분류하는 것은 조건부로 간주하게 되었다. L-세린의 안전성은 근위축성 측삭경화증(ALS)환자(ClinicalTrials.gov 식별자: NCT01835782)를 대상으로 한 FDA가 승인한 사람 대상의 1상 임상 시험에서 입증되었지만 근위축성 측삭경화증 증상의 치료는 아직 입증되지 않았다. 2011년의 메타 분석에 따르면 보조 사르코신은 조현병의 음성 및 전체 증상에 대해 중간 효과 크기를 갖는 것으로 나타났다. L-세린이 당뇨병에서 치료 역할을 할 수 있다는 증거도 있다.
D-세린은 조현병의 잠재적 치료제로 설치류에서 연구되고 있다. D-세린은 또한 알츠하이머병의 가능성이 있는 환자의 뇌척수액에서 상대적으로 높은 농도로 인해 초기 알츠하이머병의 진단을 위한 잠재적인 바이오마커로 설명되었다.
D-세린은 청각 상실 및 이명과 같은 감각신경성 청각 장애에 대한 잠재적 치료법으로 이론화되었다.

## 같이 보기
- 아이소세린
- 호모세린 (아이소트레오닌)
- 세린 옥타머 클러스터